# Playa de Los Yesos
La playa de Los Yesos está situada en la localidad española de Los Yesos, municipio de Sorvilán, en la provincia de Granada, comunidad autónoma de Andalucía.